# Mișcările studențești din București din 1956
În țările cu regimuri comuniste, anul 1956 a fost caracterizat prin mișcări anticomuniste de masă, cele mai importante având loc în Polonia și Ungaria. În România, mișcările anticomuniste au fost organizate de studenți și din acest punct de vedere  centrele universitare cele mai active au fost Timișoara, Cluj, București, Iași și Târgu Mureș. Mișcările  anticomuniste studențești au fost brutal reprimate de autoritățile regimului comunist iar numeroși studenți protestatari au fost arestați sau excluși din facultăți. Mulți dintre ei și-au văzut cariera distrusă sau, numai după o lungă perioadă de timp, au reușit să găsească alte modalități de a se realiza. Cu toate că nu au reușit să determine o schimbare de regim, mișcările studențești din 1956 au arătat că  inclusiv în România exista un puternic curent împotriva comunismului și un tineret dispus să facă sacrificii pentru exprimarea punctului său de vedere. 
Mișcarea studențească de protest din 1956 este studiată într-un număr restrâns de lucrări.

## Preludiu la mișcările studențești
Evenimentele din Polonia care au determinat eliminarea conducătorilor staliniști și aducerea la putere a lui Władysław Gomułka la 19 octombrie 1956, au agitat spiritele tineretului universitar din țările comuniste din răsăritul Europei. Starea de agitație din Polonia începuse să se extindă spre Ungaria. Încă la 16 octombrie 1956, studenții din Szeged s-au dezis de uniunea studenților comuniști (DISZ) și au reînființat precedenta Uniune a Studenților Maghiari din Universități și Academii (MEFESZ) - o organizație studențească democratică care fusese suprimată de regimul lui Mátyás Rákosi. 
În următoarele zile, studenții din Pécs, Miskolc și Sopron au luat aceeași măsură. La 22 octombrie 1956, studenții de la Universitatea Tehnică și Economică din Budapesta (în maghiară Budapesti Műszaki és Gazdaságtudományi Egyetem sau, prescurtat, Műegyetem) au dat publicității un memoriu de 16 puncte prin care au revendicat diferite schimbări politice. Aflând de intenția Uniunii Scriitorilor Maghiari de a-și exprima solidaritatea cu Polonia, prin depunerea unei coroane la statuia generalului polonez Józef Bem, erou al revoluției maghiare din 1848-1849, studenții unguri au hotărît să organizeze o demonstrație paralelă de susținere a polonezilor. La manifestația din după amiaza zilei de 23 octombrie 1956, studenții au citit proclamația lor, eveniment care a constituit declanșarea  revoluției maghiare.
Chiar dacă în România nu au avut loc manifestații studențești de susținere a lui Gomułka, similare celor din Ungaria, majoritatea studenților din România erau în parte informați despre situația din Ungaria prin posturile de radio occidentale, inclusiv Europa Liberă.   Numeroși studenți considerau evenimentele din Ungaria un model care demonstra că, în condițiile regimului comunist, studenții reprezintă grupul care trebuie să pornească asemenea acțiuni care pot implica și păturile largi ale populației.

## Organizarea acțiunilor studențești
Desfășurarea evenimentelor din Ungaria a fost urmărită cu atenție de studenții din România. La început se schimbă informațiile pe care diferiți studenți le-au obținut de la radio sau din alte surse și se încep discuții în diferite universități, în cadrul cărora se ridică problema oportunității trecerii la acțiuni similare cu cele din Ungaria.  Conștienți că orice cadru organizatoric riscă să atragă atenția și reacția organelor de securitate, studenții nu au format comitete care puteau fi considerate de către autorități organizații clandestine; în schimb, apar grupuri de acțiune locală, la nivel de facultăți.
În Octombrie 1956, atitudinea studenților față de evenimentele din Ungaria nu a fost omogenă. Grupurile cele mai active au fost cele din facultățile de Științe Juridice, Filologie, Teatru, Medicină, Arhitectură, Politehnică, Filozofie precum și de la Institutul Medico-Militar. A fost mult mai rezervată reacția studenților de la majoritatea instituțiilor de învățământ tehnic (Petrol și Gaze, Agronomie), de la facultățile de Matematică, Geografie și Istorie din cadrul Universității București și de la Institutul de Științe Economice.
Este dificilă stabilirea unei liste exacte de studenți care au fost implicați în organizarea acțiunilor de protest. Pentru acest scop, singurele surse sunt procesele care au urmat după înăbușirea mișcării, datele prezentate în ședințele de demascare ale studenților rebeli și ulterioarele excluderi din facultăți. Pe baza acestor date, se pot cita următoarele nume ale studenților care au făcut parte din grupul de  organizare a acțiunilor de protest:
- Facultatea de Științe Juridice: Eugenia Florescu, Dan Mugur Rusiețchi, Radu Surdulescu, Florin Caba. Mircea Tatos, Aurel Moldovan, Ligia Filotti,  Rodica Ojoc, Magda Dumitrescu, Rodica Baroi, Călin Chiser, Ligia Teodorescu. Mihai Cezar Busuioc, Alexandru Dincă, Rodica Bujoreanu, Paul Mitroi, Valentin Topciu, Vladimir Trifu, Marin Stănescu;
- Facultatea de Medicină: Alexandru Ivasiuc, Mihail Victor Serdaru, Constantin Iliescu, Dan Constantin Stavarache, Mirel Trifu, Șerban Horia Popescu, Nicolae Cernăianu, Remus Petcu, Vasile Brânzan, Octavian Lupășteanu, Mircea Selten, Paul Iliescu;
- Facultatea de Filologie: Teodor Lupaș, Ștefan Negrea, Mihai Rădulescu, Christa Depner, Aurel Covaci, Paul Goma, Horia Florian Popescu, Gloria Barna, Grigore Vereș, Dumitru Panaitescu-Perpessicius.
- Facultatea de Ziaristică: Steliana Pogorilovschi (Stela Covaci), Florin Constantin Pavlovici
- Institutul de Teatru: Alexandru Mălinescu, Petre Gheorghe, Adrian Ianuli, Gabriela Cocora;
- Facultatea de Arhitectură Alexandru Tătaru, Dan Stoica;
- Facultatea de Filozofie: Mihai Stere Derdena , Dan Onaca, Costel Dumitrescu, Dumitru Arvat, Alexandru Bulai, Ioan Zane, Aurel Lupu, Romulus Resiga, Constantin Dumitru;
- Institutul Politehnic: Marin Petrișor, Tiberiu Ionescu, Constanța Corbea, Ion Săcean, Timuș Velescu;
- Institutul de Construcții: Radu Gabrea, Marian Rosenzweig, Adrian Cristea

Mai sînt însă fără îndoială și numeroși alți studenți care au fost activi în acele zile.

## Primele acțiuni
Dacă revolta din Ungaria era admirată, exista și o anumită reținere cu privire la Imre Nagy, conducătorul revoluției din Ungaria. Imre Nagy trăise practic în Uniunea Sovietică din anii 1920 iar românii, în general, considerau conducătorii comuniști aduși de tancurile Armatei Roșii ca fiind de departe mai răi decât cei care trăiseră în țară. 
Cei care urmăreau situația din Ungaria erau preocupați în același timp și de situația internațională. Deși posturile de radio occidentale îi asigurau pe revoluționari de sprijinul occidentului, studenții din România se așteptau la mai mult decât la simple vorbe și priveau cu multă îngrijorare atitudinea pasivă și lipsa unei intervenții militare a Statelor Unite și a puterilor Vest-Europene. 
Cu toate aceste rezerve, primele acțiuni de protest ale studenților au început la București încă din primele zile după revoluția din Ungaria. Evenimente asemănătoare au avut loc  și în alte centre universitare, în special la Timișoara, Cluj și Iași. Chiar dacă au existat unele informații despre starea de spirit din alte centre universitare, în condițiile existente atunci în România, nu era posibilă coordonarea acțiunilor de protest ale  studenților din diferitelele centre universitare. 

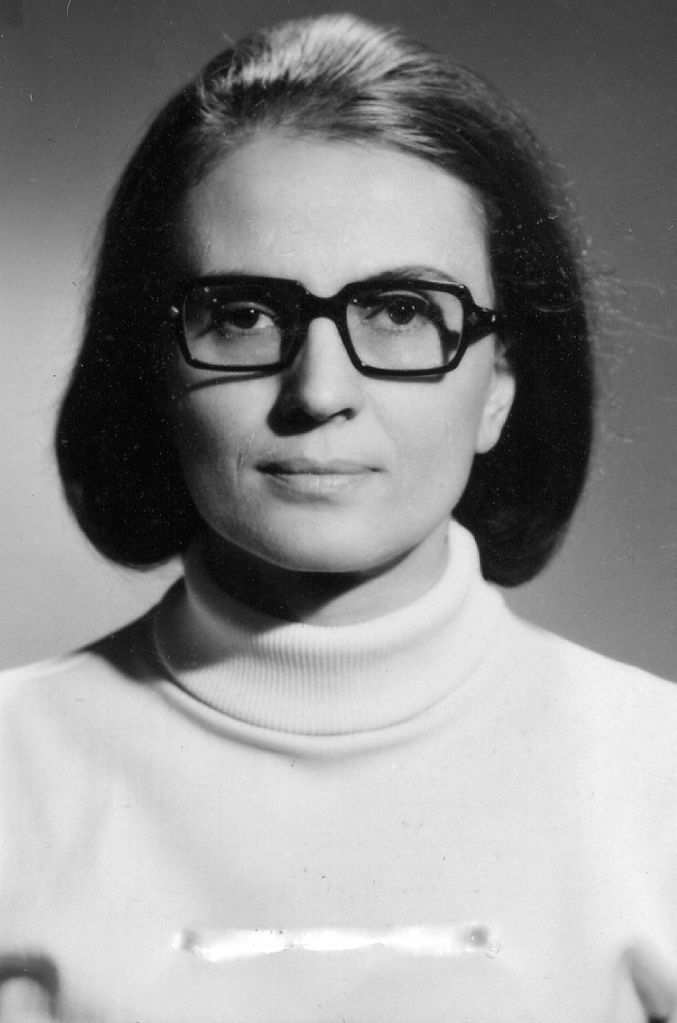
Ligia Filotti, studentă la Facultatea de Științe Juridice, exmatriculată

### Invitația conducerii de stat la dialog
La București, o primă manifestare pornește de la studenții de la Facultatea de Filologie care îl cheamă pe Iosif Chișinevschi, vice-președintele Consiliului de Miniștri, să răspundă la o listă de întrebări întocmită de toți studenții. Alegerea lui Chișinevschi ca interlocutor nu era determinată doar de poziția sa în guvern. Spre deosebire de majoritatea celorlalte țări comuniste din estul Europei, în România nu se făcuseră schimbări majore în conducerea partidului comunist după moartea lui Stalin. Neinfluențat nici de discursul din 23 februarie al lui Nikita Hrușciov la Congresul al XX-lea al Partidului Comunist al Uniunii Sovietice, în care erau denunțate abuzurile lui Stalin și scoase în evidență urmările negative ale cultului personalității, nici de reacțiile din celelalte țări cu regimuri comuniste care au epurat, măcar în parte, conducerea cu orientare stalinistă, Gheorghe Gheorghiu-Dej continua să conducă țara cu aceleași metode autoritare. Totuși s-a aflat că la Plenara Comitetului Central al Partidului Muncitoresc Român din Martie 1956, Miron Constantinescu și Iosif Chișinevschi se opuseseră lui Gheorghiu-Dej, susținând necesitatea unei liberalizări în spiritul celei a lui Hrușciov, propunere net respinsă de Gheorghiu-Dej. Studenții considerau că neintervenția armatei sovietice în primele zile ale revoluției maghiare reprezenta o acceptare din partea lui Hrușciov a mișcării revendicative din Ungaria. De aceea, pentru unii studenți, Iosif Chișinevschi, care susținuse ideea unei liberalizări, oricât ar fi fost de relative, părea un interlocutor mai favorabil decât alți conducători comuniști.
Întrebările puse au îmbrăcat mai mult forma unor proteste care, măcar aparent, nu ridicau probleme de ordin ideologic. Dintre aceste întrebări se pot menționa:
1. Dacă regimurile din cele două țări sunt identice și internaționalismul comunist este acceptat, de ce nu este retrocedată Basarabia, din moment ce această provincie este românească din punct de vedere istoric?
2. De ce țăranii sunt nevoiți să facă coșciuge pentru copii din ulucele de la garduri când România are o producție însemnată de lemn?
3. De ce se vinde pâinea pe cartelă într-o țară agricolă?
4. De ce se cumpără vin artificial din Bulgaria?
5. De ce nu există pește pe piață?
6. De ce se vând Vietnamului contoare electrice la un preț care nu acoperă nici măcar costul lăzilor de ambalaj?
7. De ce se furnizează gaz metan Ungariei doar contra unor proiecte pentru uzine de prelucrare a gazului metan?

Scopul acțiunii nu era atât obținerea unor răspunsuri la acest tip de întrebări. Intenția era de a sonda dacă măcar unii conducători comuniști erau dispuși să înceapă un dialog. De aceea, întrebările se concentrau asupra aspectelor economice și nu ridicau probleme politice sau ideologice. Dar era evident că nici vinul artificial bulgăresc, nici contoarele electrice pentru Vietnam, nu reprezentau preocuparea majoră a studențimii din România. Aceste întrebări erau doar un semnal trimis conducerii de partid că există o intenție de dialog, nu de confruntare ideologică.
După cum se așteptau mulți din conducătorii studenților, Iosif Chișinevschi, ca alți conducători comuniști din guvern, nu a dat curs invitației. Dar invitația a putut fi folosită ca argument, demonstrând celor care ezitau, că studenții nu începuseră mișcarea revendicativă ca o confruntare, iar drept consecință a atitudinii negative a autorităților, se impuneau acțiuni mai energice.

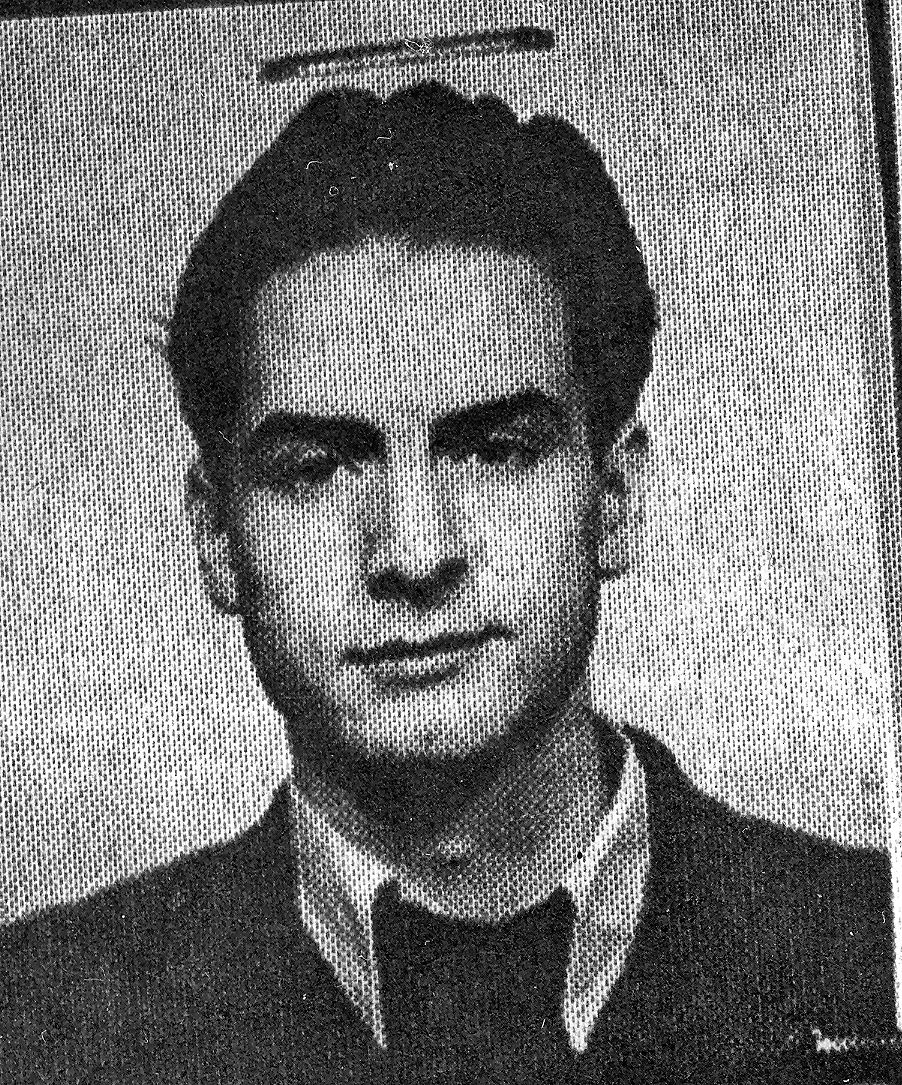
Alexandru Mălinescu, student la Institutul de Teatru, condamnat la 2 ani

### Acțiuni preliminare de protest
În multe din instituțiile de învățământ superior, precum și în unele licee, încep proteste în timpul cursurilor politice și a celor de limba rusă. În fața ostilității studenților, mai mulți profesori sunt siliți să plece de la catedră. Corpul universitar primește dispoziții să încerce să-i liniștească pe studenți. Pentru organele de partid, acțiunile de perturbare a orelor de limba rusă erau considerate foarte grave, deoarece se petreceau tocmai în octombrie, luna prieteniei româno-sovietice, în cinstea Revoluției Socialiste din Octombrie.
Studenții de la diferite facultăți cer cu insistență să se trimită delegați ai comitetului central cu care să discute situația din Ungaria. Escaladarea față de prima cerere este evidentă, prin schimbarea subiectului discuțiilor, de la situația economică la cea politică. Ședințele organizațiilor Uniunii Tineretului Muncitor (UTM) sunt boicotate, dar  studenții profită de ședințele organizate pentru rezolvarea unor probleme administrative pentru a discuta deschis despre revoluția din Ungaria și despre necesitatea de a reacționa. Conducătorii organizațiilor de UTM și studenții membri de partid care se opun acestor discuții sunt dați afară din sălile de ședință. După cum rezultă însă din analizele făcute de Comitetul Central al UTM la sfârșitul lunii noiembrie 1956, mulți dintre conducătorii organizațiilor de UTM, depășiți de evenimente, se alătură mișcării revendicative studențești, susțin revoluția din Ungaria și arată ostilitate față de pozițiile intransigente ale comitetelor de partid din facultăți.
Toată lumea așteaptă o manifestare cu caracter general. Bazată pe precedentul de la Budapesta, populația așteaptă și ea un semnal al studenților. Studenții sunt interpelați pe stradă fiind întrebați “ce așteaptă?”, “ce fac?”.

## Organizarea manifestației din  5 noiembrie 1956
Prima acțiune de organizare este pregătită de un grup clandestin care creează legături cu toate facultățile în vederea organizarea unei manifestații.

Steliana Pogorilovschi, Studentă la Facultatea de Ziaristică, condamnată la 2 ani

În 28 octombrie 1956 începe să emită, pe diferite lungimi de undă, un post de radio, care se institula "România viitoare. Vocea rezistenței". Nu există informații asupra localizării acestui post clandestin, una din ipoteze fiind că era amplasat în Iugoslavia. Postul, considerat de orientare naționalistă,  prezenta revendicările studenților printre care:
- înapoierea provinciilor răpite, Basarabia și Bucovina
- îndepărtatea staliniștilor din România care au compromis comunismul și au adus frica și foametea în țară.

Începerea războiului din Suez la 29 octombrie 1956 i-a descumpănit pe cei care voiau să treacă la acțiune. Pentru unii, mai avizați, era un semnal clar că occidentul nu avea intenția să intervină și că revoluționarii maghiari, ca și eventual cei din România, nu trebuiau să conteze pe un sprijin exterior. Unii mai prudenți considerau că, fără un asemenea sprijin, șansele de succes erau minime. Alții exprimau păreri contrare, arătând că trupele rusești nu interveniseră și că revoluția maghiară era un succes, că practic regimul comunist fusese răsturnat. 
Continuă însă să sosească vești proaste. Ca urmare a încercării de organizare a unei răscoale studențești la Timișoara fuseseră arestați circa 2000 de studenți în zilele de 30 și 31 octombrie. Conducătorii mișcării din București nu aveau informații exacte asupra evenimentelor de la Timișoara, dar aflaseră pe diferite căi indirecte că situația era gravă.
Din aceste motive entuziasmul pentru ideea unei acțiuni studențești începuse să descrească. Conștienți că timpul lucrează împotriva lor și că dacă o manifestație avea să aibă loc, ea nu mai putea fi amânată, în ziua de 2 noiembrie 1956 comitetul de acțiune, condus de Alexandru Ivasiuc și Mihai Victor Serdaru, hotărăște convocarea unei adunări studențești cu caracter public. Ziua de 3 noiembrie fiind o dată prea apropiată pentru a putea asigura o mobilizare suficientă, se fixează pentru adunare ziua de 5 noiembrie în Piața Universității. Comitetul de organizare decisese că trebuia să se evite un caracter violent al manifestației pentru a nu justifica un răspuns violent al autorităților la provocări. Studenții de la Facultatea de Filologie și Facultatea de Științe Juridice au elaborat o serie de manifeste pe care erau scrise lozinci ca: "Jos rusa și marxismul", "Vrem știință, nu politică în universitate" și "Urmați exemplul studenților unguri, cehi și poloni". În aceste manifeste își prezentau revendicările și care îndemnau restul populației să li se alăture. Ceea ce se urmărea era arătarea unei opoziții ferme la abuzurile partidului comunist, crearea unui precedent pentru folosirea drepturilor democratice, a dreptului de adunare și determinarea autorităților să înceapă negocieri. Difuzarea manifestelor a fost sistată în momentul în care au fost efectuate primele arestări ale opozanților 
În ziua de 4 noiembrie, armata sovietică din Ungaria iese din expectativă și ocupă atât Budapesta, cât și alte centre vitale din țară. Deși informați de reprimarea brutală din Ungaria și conștienți că șansele de succes au scăzut considerabil, organizatorii decid totuși că mișcarea trebuie continuată și că manifestația trebuie să aibă loc.  În același timp, la București, au fost arestați mai mulți studenți printre care și unii dintre inițiatorii manifestației.
În noaptea de 4 spre 5 noiembrie, trupele Ministerului de Interne au ocupat Piața Universității. Circulația a fost complet oprită, iar pe toată partea carosabilă din fața Universității erau camioane în care soldații, înarmați cu arme automate, erau așezați pe bănci gata de intervenție. Manifestația devenise imposibilă. Alte trupe de intervenție erau masate în clădirea Universității și în alte clădiri din zonă. Toți cei care avuseseră intenția de a participa la manifestație s-au lămurit asupra situației din momentul intrării în piață, dar nu s-au oprit. Ceea ce nu știau, era că la intrările în piață se aflau membrii de partid din diferitele facultăți care notau numele tuturor celor care treceau prin zonă.

## Represiunea

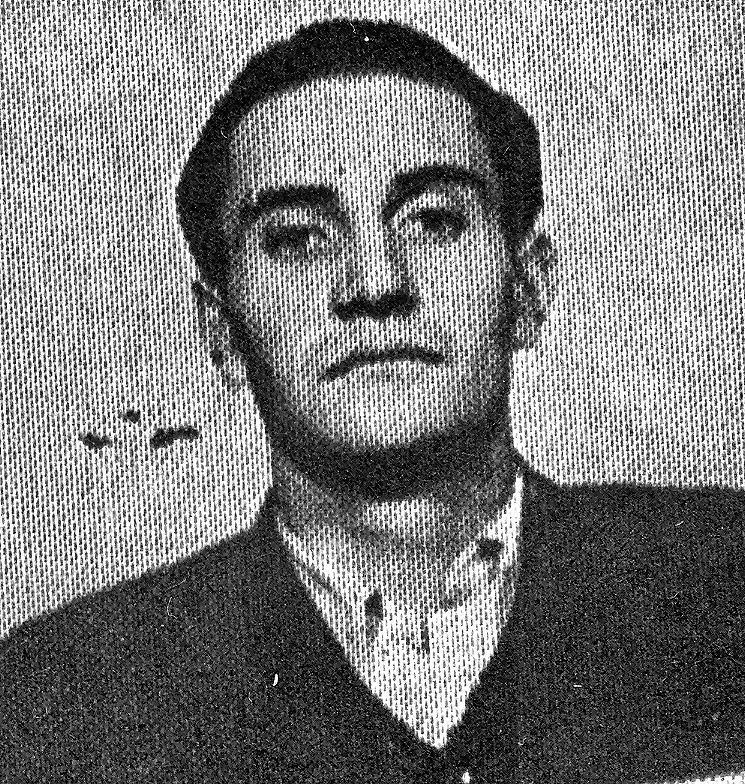
Alexandru Ivasiuc, student la medicină, condamnat la 5 ani de închisoare

În condițiile reprimării brutale a  revoluției din Ungaria de către Armata Roșie, organizarea unei alte manifestații la București nu avea nicio șansă de izbândă. Acțiunile revendicative din universități nu au încetat însă imediat. Studenții de la Facultatea de Filozofie au mai încercat să organizeze o nouă manifestație la 15 noiembrie, dar organizatorii au fost arestați înainte de a putea transmite mai departe această inițiativă.
Încă din 27 octombrie 1956, Biroul Politic al Comitetului Central al Partidului Muncitoresc Român, întrunit în regim de urgență înființase un comandament de criză sub conducerea lui Emil Bodnăraș, în alcătuirea căruia intrau Nicolae Ceaușescu, Alexandru Drăghici și Leontin Sălăjan. Comandamentul avea atribuții foarte largi, având dreptul de a ordona deshiderea focului și de a declara stare de urgență în orice regiune a țării. În mod explicit, comandamentul avea dreptul de a suspenda cursurile în institutele de învățământ superior.
Organele de partid au trecut însă imediat la măsuri de represiune, pentru a preveni alte acțiuni potențiale similare în viitor. Au urmat o serie întreagă de arestări, mandatele de arestare fiind vizate de alt comitet special al PMR, condus de Gheorghe Apostol. Anchetele au fost dure, mulți dintre cei anchetați afirmând că au fost bătuți cu brutalitate. Anchetatorul principal a fost căpitanul Gheorghe Enoiu, de la Direcția de Anchete Penale a Ministerului Afacerilor Interne, ajutat, printre alții, de locotenent major Vasile Dumitescu, locotenent Gheorghe Blidaru, locotenent Horia Brestoiu, locotenent Nicolae Domnița, locotenent major Florea Gheorghiu, locotenent major Gheorghe Mihăilescu, locotenent major Iosif Moldovan, locotenent major Dumitru Preda. Unii studenți au fost anchetați de ministrul de interne Alexandru Drăghici în persoană.
Cea mai mare parte a arestărilor a avut loc în noiembrie-decembrie 1956, însă arestările au continuat și în tot cursul anului 1957. O parte dintre cei arestați sunt condamnați la închisoare pe termene între 1 și 6 ani. Procesele au avut loc pe mai multe loturi printre care:
- Lotul "Derdena": Mihai Stere Derdena, Dan Onaca, Constantin Dumitru, Dumitru Panaitescu-Perpessicius;
- Lotul "Bulai" - cuprinzând în special studenții facultății de Filosofie: Dumitru Arvat, Alexandru Bulai, Ioan Zane, Aurel Lupu, Romulus Resiga;
- Lotul "Mitroi" - cuprinzând în special studenții facultății de Drept, 14 studenți, printre care: Dan Mugur Rusiețcki, Floria Caba, Radu Surdulescu, Alexandru Mălinescu, Eugenia Florescu, Mircea Tatos, Aurel Moldovan, Dan Constantin Stavarache, Paul Mitroi, Alexandru Dincă, Mihai Cezar Busuioc, Florian Horia Popescu;
- Al patrulea lot: Șerban Horia Popescu, Marian Rosenzweig, Tiberiu Ionescu, Adrian Cristea, Nicolae Cernăianu;
- Lotul "Ivasiuc" - cuprinzând studenți ai facultăților de medicină, arhitectură și filologie: Alexandru Ivasiuc, Mihai Victor Serdaru, Dan Stoica, Constantin Iliescu, Remus Petcu, Alexandru Tătaru, Vasile Brânzan, Paul Iliescu, Christa Depner.

Unii dintre studenții condamnați au murit în timpul detenției. Este cazul studentului Ștefan Negrea, de la Facultatea de Filologie, mort la Gherla la 3 noiembrie 1958. Unii dintre cei condamnați sau exmatriculați au reușit mai târziu să se realizeze, alții însă și-au văzut întreaga viață distrusă. Astfel, Steliana Pogorilovschi (Stela Covaci), care fusese studentă la facultatea de ziaristică, a fost extrem de afectată psihic, revenindu-și foarte greu și trăind dintr-o pensie mizeră de fost deținut politic. În 2006 a publicat la editura Vremea, PERSECUȚIA, o carte despre mișcarea studențească anti-comunistă, București, Iași (1956-1958) NUME DE COD "FRĂȚIA PALEOLITICĂ". După mulți ani de tăcere, unul dintre studenții condamnați, Florin Constantin Pavlovici a publicat un volum "Tortura pe înțelesul tuturor" în care relatează experiența sa personală din acea perioadă.
În același timp mediile studențești au fost puse sub o strictă supraveghere. Acțiunile împotriva studenților au fost luate pe de o parte de rectoratele instituțiilor de învățământ superior la ordinul Ministerului Învățământului. În paralel, organizațiile studențești, atât UTM cât și Uniunea Asociațiilor Studențești, organizează ședințe publice în care studenții sunt obligați să-și exprime indignarea față de cei care “împroașcă cu noroi” tineretul studios din România, care în marea sa majoritate era profund atașat regimului comunist. În același timp principalii organizatori ai acțiunilor de protest sunt demascați în ședințe publice în care, pe lângă excluderea lor din organizație, se cere eliminarea lor din facultăți ca elemente dușmănoase față de regim. Decanatele și rectoratele nu fac nicio analiză a temeiniciei acuzațiilor aduse și îi exmatriculează pe cei vizați, fără drept de reînscriere în vreo instituție de învățământ superior. Aceste acțiuni sunt coordonate de organizațiile de partid din universități precum și de catedrele de Marxism-Leninism. Dintre cei care au avut o atitudine excesiv de odioasă în acea perioadă se pot menționa Constantin Bulai, asistent de Marxism-Leninism la Universitatea București și Otto Schechter, fost comandant al penitenciarelor in Iași, reciclat profesor de pedagogie la Institutul Politehnic. Pentru potolirea exceselor, se inițiează petiții semnate de profesori și artiști pentru eliberarea celor arestați, inițiativă pornită de la studenți. Aceste petiții au ca urmare o intensificare a acțiunilor represive și apar noi condamnări și exmatriculări.
Acțiunile represive nu s-au limitat doar la studenți și nu au constat doar în condamnări și exmatriculări. Este de amintit cazul lui Nicolae Labiș, care deși se retrăsese de la facultate, a participat la diferite întâlniri ale studenților de la Facultatea de Filologie. Există mărturii conform cărora moartea sa într-un accident de tramvai în decembrie 1956 nu ar fi fost chiar accidentală, ci că ar fi fost împins sub roțile tramvaiului. 

Christa Depner, studentă la Facultatea de Filologie, condamnată la 6 luni închisoare corecțională.

În afară de măsurile imediate, luate împotriva studenților care se aflaseră în fruntea mișcării de protest, pe linie politică se luau o serie de alte măsuri organizatorice represive. La 13 noiembrie, în ședința Biroului Politic, s-a decis ca Ministerul Învățământului să întocmească un “program concret de măsuri care să ducă la îmbunătățirea compoziției sociale a studenților". Primii vizați au fost foștii deținuți politici din anii 1945-1954, cărora li se permisese revenirea în facultăți în anii 1955-1956, deși marea lor majoritate nu a fost implicată în mișcările protestatare. Această măsură a fost cerută explicit de Nicolae Ceaușescu într-un discurs ținut la București la 15 noiembrie 1956. Tot în aceeași perioadă, Virgil Trofin secretar al Comitetului Central al UTM cerea demascarea tuturor opozanților declarând: “Trebuie să știm câți dușmani există în țara noastră și încearcă să lupte împotriva partidului nostru”. 
Simultan s-a trecut la reorganizarea asociațiilor studențești, acestea fiind considerate un punct slab al sistemului comunist, care nu reușiseră să prevină revolta. Ion Iliescu, care de curând  ajunsese membru al CC al UTM,  a fost numit și președinte al Uniunii Asociațiilor Studențești din R.P.R. (UASR) pentru a asigura un control mai strâns al PMR asupra studenților. Biografiile recente ale lui Ion Iliescu nu amintesc deloc activitatea lui în anii în care avea unul din rolurile principale în aparatul de represiune a studenților.
Multe din ședințele de demascare a elementelor dușmănoase erau conduse de conducători din aparatul de stat și de partid. Astfel, ședința de la Institutul Politehnic din martie 1959, organizată în sala cea mare a Căminului 303 al Politehnicii, de pe Calea Plevnei, era condusă de Athanase Joja, ministrul învățământului, Florian Dănălache, ministru al transporturilor, Jean Livescu, rectorul Institutului Politehnic și Ion Iliescu, președintele UASR.
Într-o cuvântare în fața organizației de Komsomol din Moscova, la 8 noiembrie 1956, Nikita Hrușciov s-a referit la protestele studenților din România, afirmând că au existat „unele manifestări nesănătoase” printre studenți „în unele instituții de învățământ din România”. El a felicitat Partidul Muncitoresc Român pentru modul rapid și eficient în care a rezolvat problema protestelor.

## Mișcările studențești din 1968
Anul 1968 a fost un an agitat în mediile studențești. În primăvară au fost mișcări de protest în Statele Unite, care l-au determinat pe președintele Lyndon B. Johnson să nu candideze pentru un nou mandat. La 3 mai au început marile manifestații studențești din Franța care continuat pentru două luni, până când Generalul Charles de Gaulle a dizolvat Adunarea Națională și a organizat noi alegeri. În Belgia, studenții de la Universitatea din Leuven au protestat împotriva rolului dominant al limbii franceze în universitatea flamandă. Evenimentele din Cehoslovacia și invadarea Cehoslovaciei de către Armata Roșie, a provocat manifestații studențești de protest în Polonia și Iugoslavia. La 2 octombrie 1968, o manifestație a studenților din Mexic a fost oprită de autorități cu focuri de armă în Plaza de las Tres Culturas din Tlatelolco.
În București, au avut loc mișcări studențești în noaptea de ajun de Crăciun 1968. Regimul comunist din România suprimase de mai mulți ani vacanțele de Crăciun și chiar ziua de Crăciun fusese declarată o zi de lucru, când se țineau cursuri. Manifestația a început de la studenții de la căminele Institutului Politehnic care au plecat să colinde, continuând toată noaptea. Spre dimineață au intervenit organele de securitate care au încercat să oprească acțiunea. Coloana de manifestanți a pornit spre Ambasada Americană dar străzile din jur fuseseră blocate. Coloana de manifestanți a devenit mai agitată și de la colinde de Crăciun s-a ajuns să se strige "Libertate, libertate pentru studenți". 
Acțiunea studenților a fost calificată de conducerea de partid ca o manifestare huliganică, anarhică. La 26 decembrie a fost convocată o ședință a Biroului Uniunii Tineretului Comunist (UTC), unde Ion Iliescu, la acea dată prim-secretar al UTC și Ministru al Tineretului a prezentat o informare. Descriind sumar desfășurarea manifestației, Ion Iliescu a arătat și că la unele cămine ușile fuseseră încuiate, pentru a împiedica studenții care voiau să se alăture manifestației să iasă din cămine.
În discursul său Ion Iliescu s-a declarat un adversar al oricăror manifestări cu caracter religios. "Cu organizarea colindelor, este lipsă de înțelegere, de formație ideologică a studenților. Cultivăm tradiții ale poporului, dar de ce în ajunul Crăciunului? Cât ar zice să i-am dat condiție laică, cu urări studențești, ea rămâne totuși manifestare desfășurată în cadrul sărbătorilor religioase de către niște oameni intelectuali, cu anumite pretenții, formație, instrucție! Noi vrem să înlăturăm anumite reminiscențe în manifestarea oamenilor și studenții devin promotori ale lor". Trecând la analiza atitudinilor studenților și a acțiunilor care trebuiau luate de organele politice, raportul lui Ion Iliescu arăta: "Și în legătură cu practicile față de care s-a slăbit incisivitatea, combaterea unor practici mistice: studenții merg și se căsătoresc la biserică și organizația nu ia atitudine! Își botează copilul la popă... Organizațiile noastre trebuie să contracareze unele manifestări, ca să fie instrumentul luptei ideologice".
Este de remarcat că, peste 12 ani, în fruntea acțiunilor de reprimare a studenților se afla tot Ion Iliescu. În acest context, pare să nu fie doar o coincidență faptul că, după aproape 34 de ani de la mișcările studențești, în 1990, același Ion Iliescu, devenit șeful statului, a urmat tot o linie dură împotriva studenților și a ordonat reprimarea brutală a tinerilor pe care îi calificase drept "golani" și care manifestau în aceeași piață a Universității. Poate fi relevat de asemenea și un alt fapt divers. Fost student la Facultatea de Științe Juridice, Alexandru Dincă, fusese condamnat la închisoare pentru activitatea sa din 1956. După răsturnarea regimului comunist în 1989, Alexandru Dincă, ajunsese director al ziarului liberal “Viitorul”.

## Concluzii
S-a scris puțin despre mișcarea studențească din București din 1956. Acțiunile studenților și represiunea care a urmat nu au fost analizate. Cruzimea represiunii revoltei studențești din România în 1956 a fost relevată în parlamentul român de deputatul Dezső-Kálmán Becsek-Garda la 19 octombrie 1999. Acțiunile revendicative studențești au fost amintite de câteva ziare. Într-un serial al televiziunii române, un episod scurt a fost  dedicat mișcării studențești cu relativ puține informații. În linii mari însă, mișcările studențești din 1956 au fost uitate de autorități și de marele public. Abia în decembrie 2006 Raportul Final al Comisiei prezidențiale pentru analiza dictaturii comuniste din România a dedicat un capitol acestor evenimente.
Puțini sunt cei care au fost în centrul evenimentelor din București în 1956 și care au publicat memoriile din această perioadă. Dintre ele poate fi citat articolul publicat de Mihai Stere Derdena în 2002. Abia recent, Stela Covaci dezvăluie în "Persecuția - Mișcarea studențească anticomunistă - București, Iași (1956-1958)", metodele folosite pentru a înabusi o mișcare de protest.  
Raportul Comisiei Prezidențiale arată că mișcarea studențească din toamna anului 1956 a fost singura care a reușit să organizeze o acțiune de protest cu un program bine stabilit, cu revendicări care vizau întreaga societate românească. Raportul consideră că eșuarea protestului se datorează inexistenței unui centru de coordonare, lipsei unui sprijin din partea altor grupuri ale societății și acțiunilor anticipate ale autorităților de oprimare a oricăror mișcări de protest. Aceste concluzii sunt însă discutabile.